# Eline Timmerman
Eline Timmerman (ur. 30 grudnia 1998 w Rijssen-Holten) – holenderska siatkarka, grająca na pozycji środkowej, reprezentantka kraju.
Swoje pierwsze kroki siatkarskie stawiała w zespole TalentTeam Papendal Arnhem. W 2015 roku wraz z reprezentacją Holandii zajęła 6. miejsce na Mistrzostwach Europy Kadetek. Pierwszym jej klubem seniorskim był Coolen Alterno, gdzie grała w sezonie 2016/2017 i 2017/2018. Kolejną drużyną w jej karierze był Eurosped. W 2020 przeniosła się do Niemiec reprezentując barwy czarne Ladies in Black Aachen. Podczas letniego okresu transferowego w 2021 roku podpisała kontrakt z wicemistrzem Niemiec - Allianz MTV Stuttgart. Swoje pełne umiejętności siatkarskie prezentowała w Lidze Narodów 2021, grając z numer 23 na koszulce.
| Waga           | 78 kg  |
| Wyskok w ataku | 303 cm |
| Wyskok w bloku | 295 cm |

## Sukcesy klubowe
Liga holenderska:
- 2018, 2020

Puchar Niemiec:
- 2022[6], 2024[7]

Puchar CEV:
- 2022[8]

Liga niemiecka:
- 2022[9], 2023[10],  2024[11]

Superpuchar Niemiec:
- 2023[12]

## Sukcesy reprezentacyjne
Mistrzostwa Europy:
- 2023[13]